# ألعاب قوى
أَلْعَابُ القُوَى (Athletics) تعود إلى كلمة يونانية Athlos ومعناها «التسابق» وتضم مجموعة من الألعاب الرياضية، تنقسم بشكل أساسي إلى العدو والرمي والقفز. وحيث كانت ألعاب القوى موجودة من قبل الميلاد، وتنقسم إلى الجري بمسافات متعددة وإلى مسابقات أخرى منها: رمي المطرقة، رمي القرص، رمي الرمح، رمي الجلة، القفز بالزانة، الوثب الطويل، والوثب الثلاثي.
يهيمن على جدول الألعاب أربعة أنواع من الأحداث: الملتقيات الكبرى، والملتقيات بين الأندية، والبطولات الوطنية، والبطولات الدولية الكبرى.
الألعاب الأولمبية هي الحدث الأكثر شهرة دوليا، وهي تعقد كل أربع سنوات منذ عام 1896، ثم تليها بطولة العالم لألعاب القوى التي تعقد كل سنتين منذ 1991 فيما كانت أول دورة سنة 1983.
منذ سنة 1982، كل أحداث ألعاب القوى تنظم من طرف الاتحاد الدولي لألعاب القوى.

## تاريخ الألعاب
عاش الإنسان في عصور ما قبل التاريخ في مجتمعات بدائية كان البقاء فيها للأقوى، وكانت حياته مرتبطة بقدراته على الجرى للحصول على صيد لغذائه وغذاء عائلته، ومرتبطة كذلك بمهاراته في الوثب لتخطي الموانع والحواجز الطبيعية التي تعترض طريقه أثناء الصيد، ومرتبطه أيضاً بقدراته في الرمي لإقتناص الحيوانات والنقوش والصور وكذا التماثيل التي عثر عليها المؤرخون خير دليل على ممارسة هذه المجتمعات للجري والوثب والرمي.
وقد ارتقى الإغريق القدماء بهذه المهارات وطوروها ووضعوا لها النُظم والقوانين التي تحكم منافساتها، وكانت مسابقات الميدان والمضمار هي الأساس الراسخ التي أقام لها الإغريق ماسموه بالأعياد الأولمبية، وقد أنشأوا أول مضمار للجري تحت سفح الجبل المقدس (كرونس).
ولم يعرف اليونانيون القدماء مضمار الجري بشكله البيضاوي الحالي وإنما كان المضمار الذي بنوه عبارة عن قطعة أرض مسطحة يجاورها تل لجلوس المتفرجين وكانوا يقيسون المسافات بأقدامهم وأول مسافة استخدمت هي 600 قدم يوناني أي ما يقارب 183 متر وقد أنشأوا أول مضمار للجري في أثينا.
وكانت هناك سباقات أخرى للمضمار تبدأ من خط البداية إلى خط النهاية ذهاباً وإياباً وتقدر المسافة بحوالي 365 متر، أما سباق الجري للمسافات الطويلة فتختلف باختلاف عدد مرات الذهاب والإياب فأحياناً تكون 7 مرات ذهاب وإياب فتكون المسافة 1280 متر أو 12 مرة أو 20 مرة.. وكانت سباقات الفتيان أقصر من سباقات الرجال، وكانت هناك سباقات جري ذات طابع عسكري وسباق للجري مع حمل المشاعل المضاءة وكان يقام ليلاً، ولهذا النوع من السباق مكانة مقدسة لدى الإغريق.
وبقى شكل المضمار كما هو حتى وافق مؤتمر إحياء الأعياد الأولمبية القديمة في باريس سنة 1894م على تنظيم أول دورة أولمبية حديثة في اليونان 1896م وأنشأوا أول مضمار للعدو بيضاوي له منحنيان واستخدم في أول دورة أولمبية حديثة عام 1896م في أثينا وتغير بعد ذلك شكل المضمار وتطور حتى أصبح الآن يتوسطه ملعب كرة القدم.

### قبل الميلاد

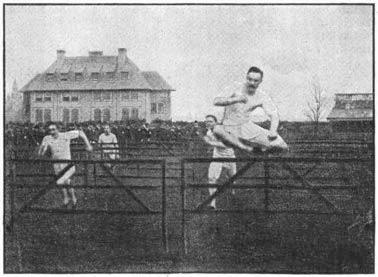
مسابقة لألعاب القوى سنة 1888

جرت مسابقات ألعاب القوى لأول مرة في بلاد اليونان سنة 1453 ق.م في نطاق الألعاب الأثينية التي كانت طليعة الدورات الأولمبية.
وكانت هذه الرياضة تمارس خلال الاحتفالات الدينية، فاكتسبت طابعا روحيا إضافة لبعدها الرياضي، ابتداء من سنة 1500 ق.م. وكانت أساس الألعاب الأولمبية القديمة التي اقتصرت في دورات كثيرة على ألعابها وحدها.

### بعد الميلاد
استمرت ألعاب القوى مزدهرة حتى سنة 393م حين رأى القيصر الروماني (سيوديسيوس) وجوب إيقاف الألعاب الأولمبية وتحريمها، لما كان يرافق هذه الألعاب من شعائر وعادات وثنية لا تتفق وأصول الديانة المسيحية ولما تمثله هذه الألعاب من تمجيد للقوة وأبطالها يفوق تمجيد الرسل القديسين ولأنها أخيرا وسيلة من وسائل التدريب العسكري الباعث للحروب والمسبب للخراب.
فانطفأت بذلك الشعلة الأولمبية، وركدت الرياضة طويلا. لتعود فتزدهر وتنتشر من جديد في العصور الوسطى، معتمدة على مجتمع الفروسية الذي ساده الأشراف، فنمت وأصبحت هدفا أساسيا. وصارت ألعاب القوى جزءا من التربية العامة للشباب الذين تدربوا على الجري والوثب والرمي. وتباروا في هذه الألعاب أثناء مسابقات الفروسية.
عاش الإنسان في عصور ما قبل التاريخ في مجتمعات بدائية كان البقاء فيها للأقوى وكانت حياته مرتبطة بقدراته على الجرى للحصول على صيد لغذائه وغذاء عائلته ومرتبطة كذلك بمهاراته في الوثب لتخطي الموانع والحواجز الطبيعية التي تعترض طريقه أثناء الصيد ومرتبطه أيضاً بقدراته في الرمي لاقتناص الحيوانات، والنقوش والصور والتماثيل التي عثر عليها المؤرخون خير دليل على ممارسة هذه المجتمعات للجرى والوثب والرمى. وقد ارتقى الإغريق القدماء بهذه المهارات وطوروها ووضعوا لها النُظم والقوانين التي تحكم منافساتها وكانت مسابقات الميدان والمضمار هي الأساس الراسخ التي أقام لها الإغريق ماسموه بالأعياد الأولمبية، وقد أنشأوا أول مضمار للجرى تحت سفل الجبل المقدس (كرونس). ولم يعرف اليونانيون القدماء مضمار الجرى بشكله البيضاوي الحالي وإنما كان المضمار الذي بنوه عبارة عن قطعة أرض مسطحة يجاورها تل لجلوس المتفرجين وكانوا يقيسون المسافات بأقدامهم وأول مسافة استخدمت هي 600 قدم يوناني أي ما يقارب 183 متر وقد أنشأوا أول مضمار للجرى في إثينا. وكانت هناك سباقات أخرى للمضمار تبدأ من خط البداية إلى خط النهاية ذهاباً وإياباً وتقدر المسافة بحوالي 365 متر، أما سباق الجرى للمسافات الطويلة فتختلف باختلاف عدد مرات الذهاب والإياب فأحياناً تكون 7 مرات ذهاب وإياب فتكون المسافة 1280 متر أو 12 مرة أو 20 مرة.. وكانت سباقات الفتيان أقصر من سباقات الرجال، وكانت هناك سباقات جرى ذات طابع عسكري وسباق للجرى مع حمل المشاعل المضاءة وكان يقام ليلاً، ولهذا النوع من السباق مكانة مقدسة لدى الإغريق. وبقى شكل المضمار كما هو حتى وافق مؤتمر إحياء الأعياد الأولمبية القديمة في باريس سنة 1894م على تنظيم أول دورة أولمبية حديثة في اليونان 1896م وأنشأوا أول مضمار للعدو بيضاوي له منحنيان واستخدم في أول دورة أولمبية حديثة عام 1896م في أثينا وتغير بعد ذلك شكل المضمار وتطور حتى أصبح الآن يتوسطه ملعب كرة القدم.

## القوة البدنية
مقال تفصيلي: رياضة القوة

## الفعاليات
مصطلح ألعاب القوى يضم مجموعة متنوعة من الأنشطة تنقسم إلى قسمين رئيسيين: فعاليات تقام داخل الملعب في الهواء الطلق أو داخل الصالات مثل العدو، الرمي، القفز. وفعاليات تقام خارج الملعب كالماراثون والمشي، والعدو الريفي.
| العدو                   | العدو                     | العدو                                                   | العدو                                                    | العدو                       | المشي                         | القفز                                                 | الرمي                                     | فعاليات مركبة   |
| ----------------------- | ------------------------- | ------------------------------------------------------- | -------------------------------------------------------- | --------------------------- | ----------------------------- | ----------------------------------------------------- | ----------------------------------------- | --------------- |
| المسافات القصيرة        | المسافات المتوسطة         | المسافات الطويلة                                        | الحواجز                                                  | التتابع                     | المشي                         | القفز                                                 | الرمي                                     | فعاليات مركبة   |
| 100 متر 200 متر 400 متر | 800 متر 1500 متر 3000 متر | 5000 متر 10000 متر العدو الريفي نصف الماراثون الماراثون | 100 متر حواجز 110 متر حواجز 400 متر حواجز 3000 متر موانع | 100 متر تتابع 400 متر تتابع | 20 كيلومتر مشي 50 كيلومتر مشي | القفز الطولي القفز الثلاثي القفز العلوي القفز بالزانة | رمي الجلة رمي القرص رمي الرمح رمي المطرقة | السباعي العشاري |

### العدو

#### المسافات القصيرة

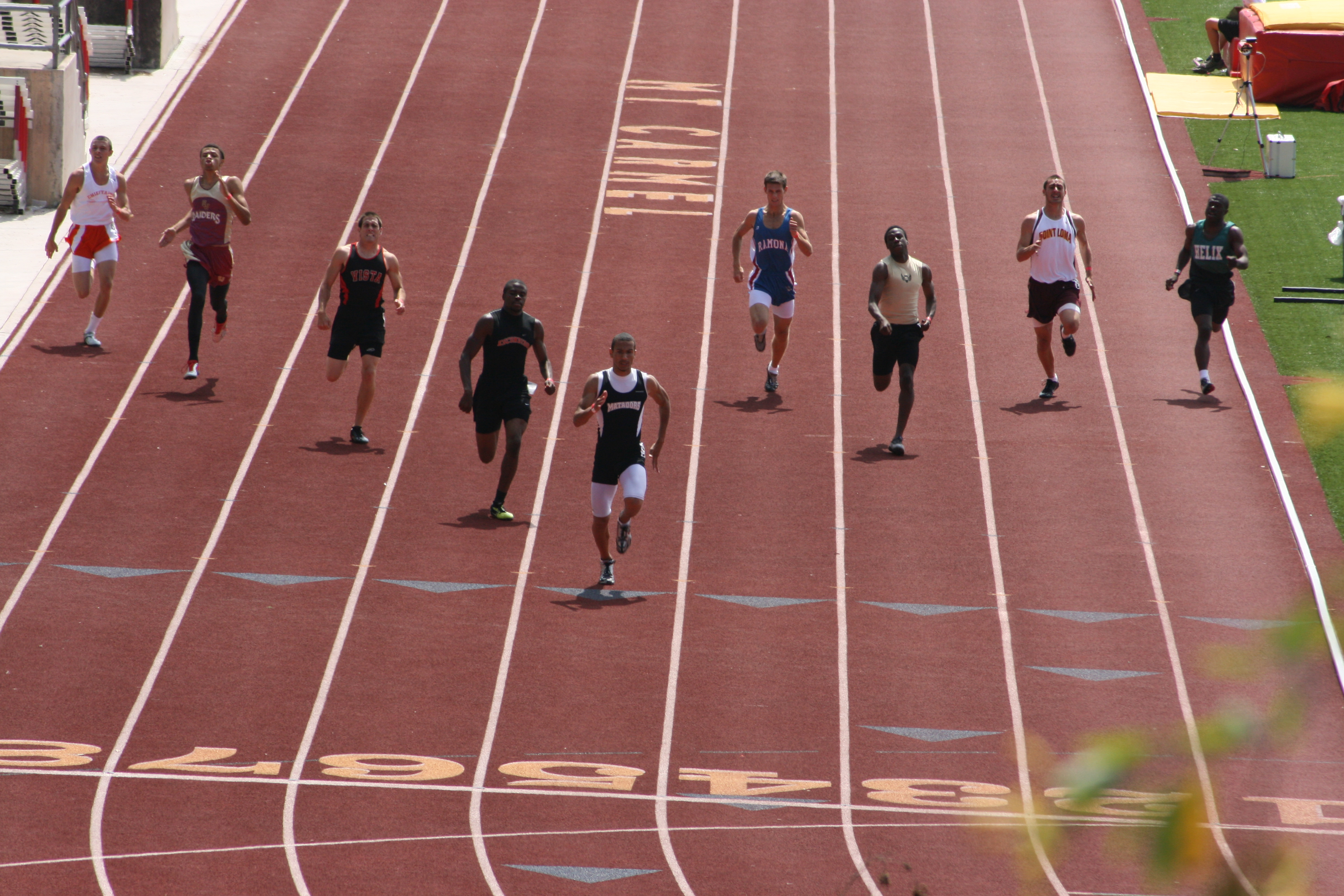
خط الوصول لسباق 400 متر سنة 2007

- 100 متر: يتم تخصيص حارة لكل عداء للعدو فيه وهو سباق قصير للسرعة.
- 200 متر: مسابقة 200 متر هو المرادف أو المساوي لسباق الملعب القديم (192.27) متر، ويشارك العديد من عدائي 100 متر في هذه المسابقة لأن المسابقتين يتطلبان نفس القدرات.
- 400 متر: مسابقة 400 متر وهو المرادف أو المساوي للسباق القديم (2×192.27) متر،

#### المسافات المتوسطة

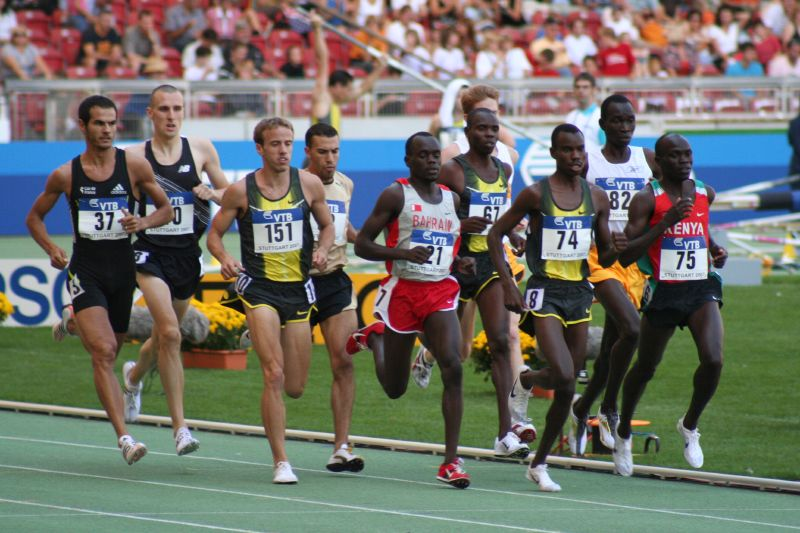
سباق 1500 متر بشتوتغارت 2007

- 800 متر: هذه المسابقة تجمع بين السرعة وقوة الاحتمال وأيضا التكتيك ويقوم اللاعب بإكمال لفتين كاملتين حول الملعب.
- 1500 متر: يشارك العديد من عدائي مسابقة 800 متر في سباق 1500 متر.

#### المسافات الطويلة
- 5000 متر: هذه المسابقة مشابهة لسباق dolikhos الأولمبي القديم وكان يتكون من 25 لفة حول الملعب تقريبا حوالي 4800 متر.
- 10000 متر: مسابقة 10000 متر هو أطول السباقات التي تجرى داخل الملعب.

#### سباقات ا لطريق

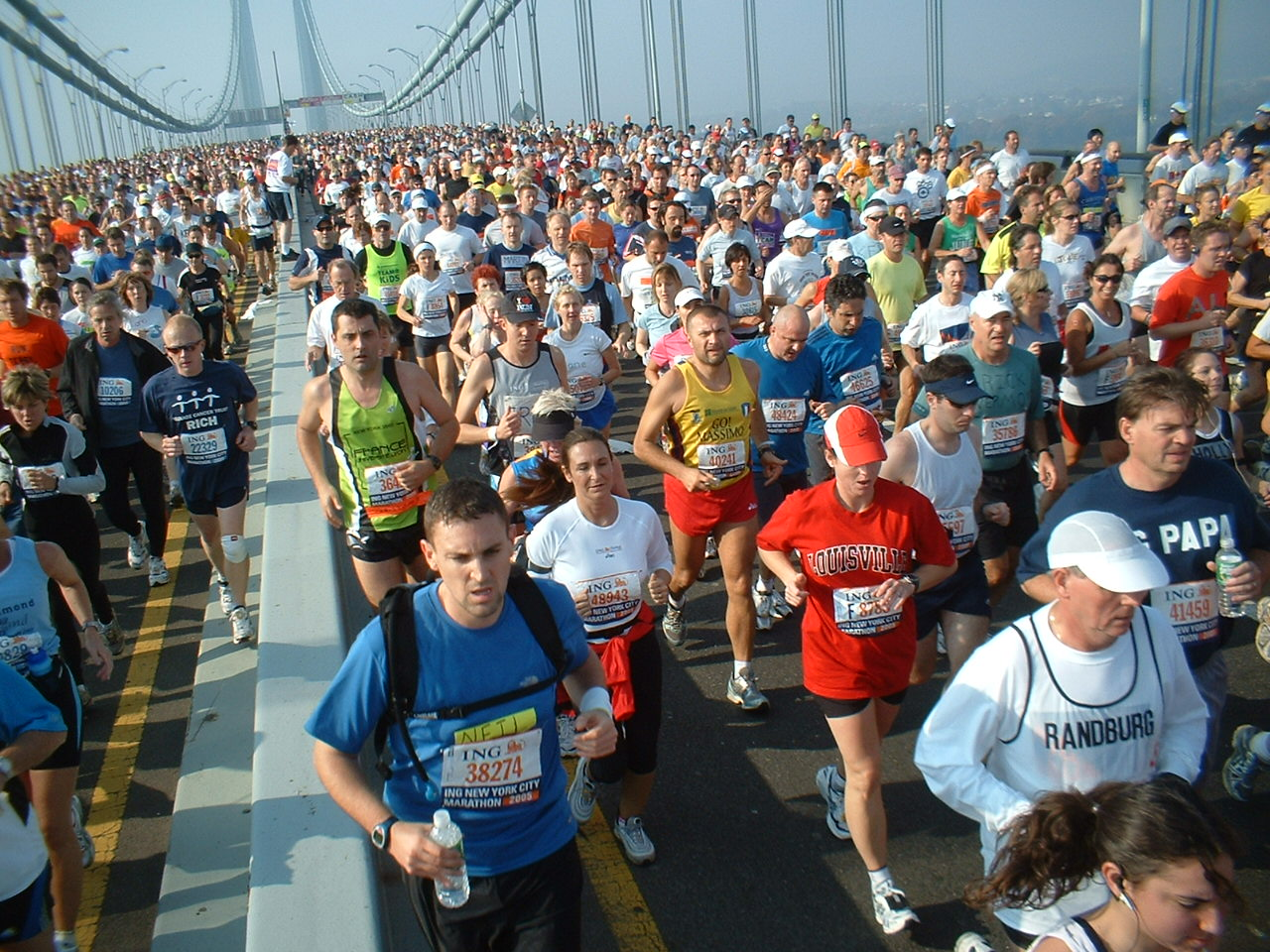
سباق لماراثون نيويورك 2005

الماراثون: يتم إجراء سباق الماراثون على الطرق العامة، والمسافة الرسمية للسباق منذ عام 1924م هي 42.195 كيلو متر
سباق 20 كلم مشي للرجال والسيدات و50 كلم مشي للرجال
يتم إقامة هذين السباقين على الطرق العامة وينتهي السباق في الملعب الأولمبي.

#### سباقات الحـواجـز
110 متر حواجز للرجال و100 متر حواجز للسيدات: يقوم كل متسابق بالعدو في الحارة المخصصة له وهناك عدد (10) حواجز يقوم باجتيازها.
400 متر حواجز: تكون الحواجز أقل ارتفاعا في مسابقة 400 م ح عن الحواجز في مسابقتي 110 م ح و100 م ح. ويقوم كل متسابق بالعدو في الحارة المخصصة له، ويقوم العداء باجتياز عدد (10) حواجز.

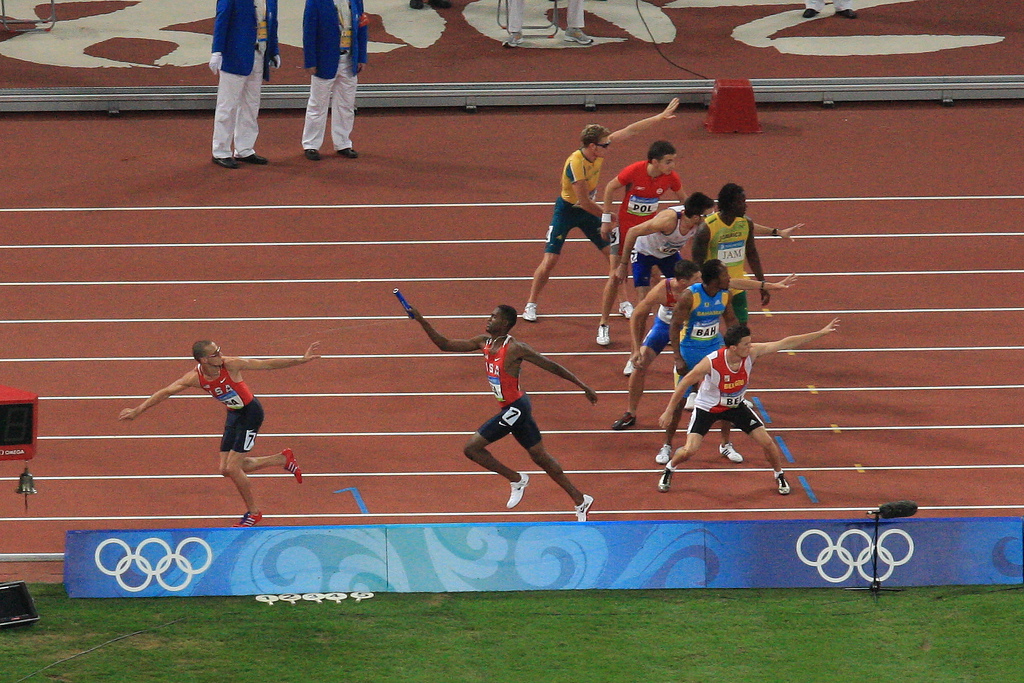
سباق 400 متر تتابع بيكين 2008

3000 متر موانع للرجال: تشتمل هذه المسابقة على القفز فوق 4 حواجز بارتفاع 91.4 سم بالإضافة إلى المانع المائي.

### مسابقات التتابع
مسابقات التتابع (4×100م + 4×400م): يمكن القول بأن مسابقات التتابع عادة قديمة بإرسال الرسائل عن طريق العديد من السعاة، ويقوم كل ساعي بتسليم الرسائل إلى الشخص الذي يليه حتى يتم الوصول إلى النقطة النهائية.
في مسابقات التتابع يكون هناك أربعة عدائين من كل بلد، ويقوم كل عداء بتغطية ربع المسافة عدوا قبل تسليم العصا إلى المتسابق الذي يليه. عملية تبادل العصا بين اللاعبين لها قوانينها وتكتيكاتها الخاصة ويجب أن يتم التبادل في مكان محدد.

### القفز

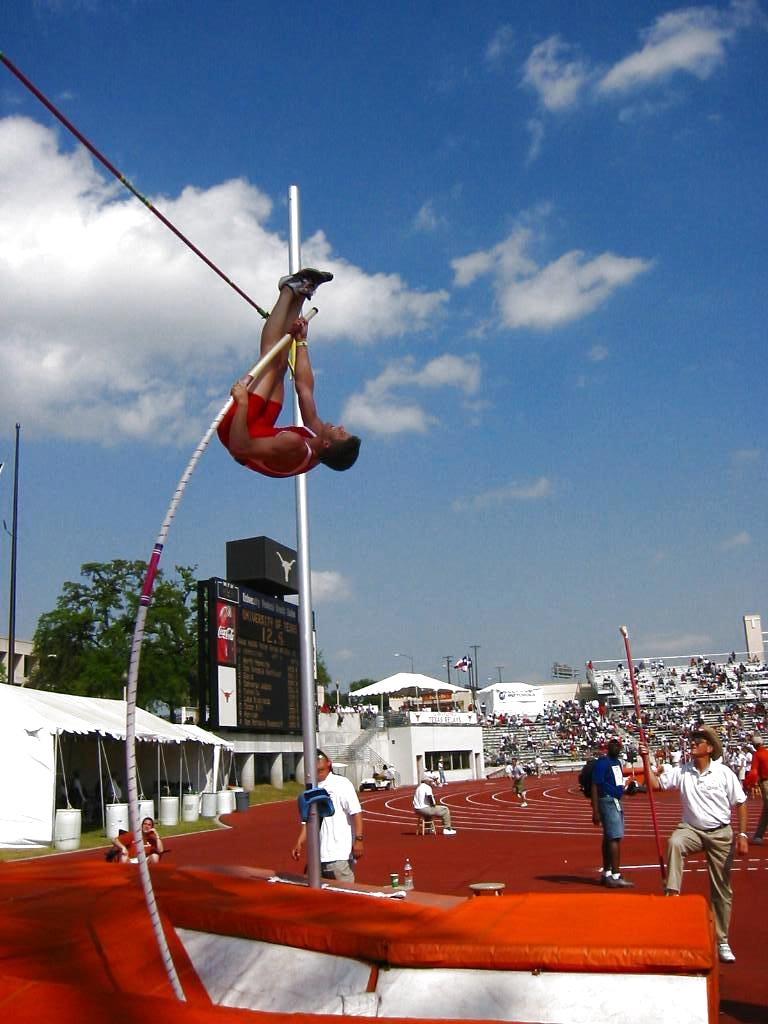
القفز بالزانة

- القفز العالي: أو الوثب العالي وتقنياتها المتنوعة والمختلفة تم استخدامها من قبل لاعبي الوثب الأمريكيين. ويتم استبعاد الواثب بعد 3 محاولات فاشلة متتالية لأي ارتفاع.
- القفز بالزانة: يتم استخدام عمود من قبل المتسابقين عند القفز، تم صنع العمود في بادي الأمر من الخشب وتم استبدالها بعمود من الخيزران وأخيرا تم صنع العمود من معدن الفايبر.
- القفز الطويل: يرجع تاريخ رياضة الوثب الطويل إلى الألعاب الأولمبية القديمة.
- القفز الثلاثي: يمكن القول بأن الوثب الثلاثي يرجع إلى الإغريق القدماء (يجب على الواثب القفز 3 وثبات مستقيمة إلى الأمام وثبة بعد الأخرى)

### الرمي
- رمي الجلة: تاريخيا استمدت دفع الكرة الحديدية من الرياضة الإغريقية (رمي الحجارة).

يتم دفع الكرة الحديدية من منطقة دائرية قطرها 2.13 م وتزن الكرة الحديدية الخاصة بالرجال 7.26 كجم بينما الكرة الحديدية الخاصة بالنساء تزن 4 كج.
- رمي القرص: رمي القرص مشتقة من الرياضة الإغريقية القديمة (Dikos). ويتم رمي القرص من دائرة قطرها حوالي 2.5 متر ولحماية المشاهدين من أخطار الإصابة يتم إحاطة ثلاثة أرباع محيط الدائرة بشبك (قفص) بارتفاع 4 أمتار على الأقـل. يزن القرص المخصص للرجال (2كجم) وللسيدات (1 كجم).
- رمي الرمح: الرمح من الفعاليات الرياضية الإغريقية القديمة وهي إحدى رياضات الخماسي وطريق رمي الرمح 30 إلى 36.5 متر طولا وعرضا حوالي 4 أمتار وفي النهاية يكون هناك منحنى أو قوس لتحديد نهاية الرمي.
- رمي المطرقة: يرجع رمي المطرقة إلى اسكتلندا. تم استبدال المطرقة ذات الوزن الثقيل والمقبض الخشبي بكرة من الحديد في نهايتها سـلك، ويتم رمي المطرقة من دائرة قطرها 2.13 م ويتم حماية المشاهدين من خطر الإصابة بشبك. وزن المطرقة للرجال 7.26 كجم وللسيدات 4 كجم.

### الفعاليات المركبة
- العشاري: تتكون مسابقة العشاري من (10) مسابقات مختلفة وتقام هذه المسابقات على مدى يومين متتاليين.
- السباعي: هي النسخة المعادلة لمسابقة العشاري للسيدات وتم إحلالها بدلا من مسابقة الخماسـي عام 1948م وتقام على مدى يومين متتاليين.

## الإنجازات العربية
حقق العديد من العرب عدة إنجازات في الألعاب الأولمبية، وكان العداء التونسي محمد القمودي أول عداء عربي يحصل على ميدالية فضية في سباق 10000 متر في أولمبياد طوكيو 1964 وهو كذلك أوّل عداء عربي يحصل على ميدالية أولمبية ذهبية في سباق 5000 متر في أولمبياد مكسيكو 1968 وعلى برونزية في سباق 10000 متر في الدورة نفسها ثم على فضية سباق 5000 متر في ألعاب ميونيخ 1972. كما تميزت العداءة المغربية نوال المتوكل التي تعتبر أول عداءة عربية وأفريقية ومسلمة تحرز ميدالية أولمبية وذلك في أولمبياد لوس انجلوس 1984. والعداء المغربي سعيد عويطة حقق الإنجاز التاريخي في ألعاب لوس أنجلوس الأولمبية عام 1984 عندما طوَّق عنقه بالذهب الأولمبي في سباقٍ مشهود خفقت معه قلوب ملايين العرب وكرَّس عويطة سيطرته على مضامير ألعاب القوى في الثمانينات بأن فاز ببطولة العالم عام 87 في روما، وحطَّم الرقم القياسي العالمي للخمسة آلاف متر ليصبح أول رجل ينزل تحت حاجز الـ 13 دقيقة.
و العداءة الجزائرية حسيبة بولمرقة التي أحرزت ميدالية ذهبية في سباق 1500 متر في برشلونة 1992 واسترجعت اللقب في نفس المسافة الجزائرية نورية مراح بنيدة في سيدني 2000.
وفي نفس التخصص فاز الجزائري نور الدين مرسلي بذهبية أطلنطا 1996.
يليه تحقيق البطل هشام الكروج ميداليتن ذهبيتين في أولمبياد أثينا 2004 وأيضا تحقيق السعودي هادي صوعان فضية سيدني 2000 في سباق 400 متر حواجز ويكون بذلك ثاني أفضل رقم بالعالم لهذا السباق في عام 2000. وأيضا حامل الرقم العربي لسباق ال 100 متر العداء العراقي سامي الشيخلي بزمن قدره 10.2 وقد سجله في بطولة هلسنكي في فنلندا 1970، كما أحرزت الرياضية السورية غادة شعاع ميدالية السباعي في الألعاب الأولمبية الصيفية 1996 وبرونزية نفس المسابقة في برشلونة 1992 وحصلت حبيبة الغريبي على ميدالية ذهبية في سباق 3000 متر موانع سنة 2012 في لندن.

## وصلات خارجية
- الموقع الرسمي للإتحاد الدولي لألعاب القوى